# Ceratomyxa anguillae
Ceratomyxa anguillae is een microscopische parasiet uit de familie Ceratomyxidae. Ceratomyxa anguillae werd in 1957 beschreven door Tuzet & Ormieres. 